# Райлі Кіо
Райлі Кіо (англ. Riley Keough; нар. 29 травня 1989, Санта-Моніка, Каліфорнія, США) — американська акторка, модель і продюсерка. Відома участю в фільмі «Шалений Макс: Дорога гніву» та серіалі «Дівчина за викликом».

## Біографія
Райлі Кіо народилася в Санта-Моніці, США в родині музикантів Лізи Марі Преслі та Денні Кіо. Онука Елвіса Преслі. У неї є рідний брат Бенжамін Кіо та сестри-близнючки Фінлі Аарон Лав Локвуд і Гарпер Вів'єн Енн Локвуд по матері. Батьки розлучилися, коли Райлі було 6 років. Невдовзі мати одружилася з Майклом Джексоном, тому Райлі жила то в Грейсленді, то Неверленді — в маєтку Джексона, то в парку трейлерів тата. Певний час вона відвідувала школу, але із міркувань безпеки та через часті переїзди Кіо перевели на домашнє навчання.
На зйомках фільму «Шалений Макс: Дорога гніву» Райлі Кіо познайомилась з австралійським каскадером Беном-Смітом Петерсеном. У серпні 2014 року було повідомлено про їхні заручини. 4 лютого 2015 року пара побралася.

## Кар'єра
У 14-річному віці Кіо розпочала кар'єру моделі. Вона виступала на показі мод Dolce & Gabbana, була обличчям парфумів Christian Dior та через три роки вирішила стати акторкою.
Першу роль Кіо отримала в фільмі «Раневейс» про американський рок-гурт The Runaways, у якому зобразила одну з учасниць колективу Марі Керрі. У драматичному трилері «Добрий лікар» акторка зіграла одну з головних персонажів — пацієнтку Даян Ніксон. У фільмі «Джек і Діана» Кіо зіграла подругу головної героїні (Джуно Темпл). У 2011 році акторка приєдналася до комедійної драми Стівена Содерберга «Супер Майк». У 2014 році вона була затверджена на головну роль телесеріалу «Дівчина за викликом», а також була залучена до зйомок драматичних фільмів «Нам тут не місце» та «Діксіленд».
У 2015 році відбулась прем'єра фільму-лауреата численних кінопремій «Шалений Макс: Дорога гніву». У 2016 році вийшла стрічка «Пісня про кохання», про участь Кіо в драмі стало відомо ще в 2014. Крім того, вона була залучена в дорожній фільм «Американська любка». Того ж року акторка отримала ролі в стрічках «Відкриття», «Удача Лохана» та «Воно приходить уночі». До того ж стало відомо, що Кіо замінила Дакоту Джонсон у кримінальному трилері «Під Сілвер Лейк».
У 2017 році Райлі Кіо приєдналась до акторського складу психологічного трилера Ларса фон Трієра «Дім, який побудував Джек».

## Фільмографія

### Фільми
| Рік  |    | Українська назва           | Оригінальна назва         | Роль                   |
| ---- | -- | -------------------------- | ------------------------- | ---------------------- |
| 2010 | ф  | Раневейс                   | The Runaways              | Марі Керрі             |
| 2011 | ф  | Добрий лікар               | The Good Doctor           | Даян Ніксон            |
| 2012 | ф  | Джек і Діана               | Jack & Diane              | Джек                   |
| 2012 | ф  | Супер Майк                 | Magic Mike                | Нора                   |
| 2012 | ф  | Жовтий                     | Yellow                    | молода Аманда          |
| 2012 | ф  | Поцілунок проклятої        | Kiss of the Damned        | Анна                   |
| 2013 | кф | Блейк                      | Blake                     | Ганна                  |
| 2013 | ф  | Мадам Ле Чат               | Madame Le Chat            | Кукі                   |
| 2014 | ф  |                            | Spark and Light           | Елізабет               |
| 2015 | ф  | Діксіленд                  | Dixieland                 | Рейчел                 |
| 2015 | ф  | Шалений Макс: Дорога гніву | Mad Max: Fury Road        | Здібна                 |
| 2016 | ф  | Пісня про кохання          | Lovesong                  | Сара                   |
| 2016 | ф  | Американська любка         | American Honey            | Крістал                |
| 2017 | ф  | Відкриття                  | The Discovery             | Лейсі                  |
| 2017 | ф  | Нам тут не місце           | We Don't Belong Here      | Еліза Грін             |
| 2017 | ф  | Воно приходить уночі       | It Comes at Night         | Кім                    |
| 2017 | ф  | Удача Лохана               | Logan Lucky               | Меллі Логан            |
| 2018 | ф  |                            | Welcome the Stranger      | Місті                  |
| 2018 | ф  | Дім, який побудував Джек   | The House That Jack Built | Сімпл                  |
| 2018 | ф  | Під Сільвер-Лейк           | Under the Silver Lake     | Сара                   |
| 2018 | ф  |                            | Hold the Dark             | Медора Слоун           |
| 2019 | ф  |                            | The Lodge                 | Ґрейс Маршал           |
| 2019 | ф  |                            | Earthquake Bird           | Лілі Бріджес           |
| 2020 | ф  | Зола                       | Zola                      | Стефані                |
| 2020 | ф  | Диявол завжди тут          | The Devil All The Time    | Сенді Хендерсон        |
| 2021 | ф  | Винний                     | The Guilty                | Емілі Лайтон (голос)   |
| 2023 | ф  | Манодром                   | Manodrome                 | камео                  |
| 2024 | ф  | Сутінки снігової людини    | Sasquatch Sunset          | самиця снігової людини |
| 2025 | ф  | Джей Келлі                 | Jay Kelly                 |                        |

### Телебачення
| Рік  |    | Українська назва      | Оригінальна назва         | Роль                                                      |
| ---- | -- | --------------------- | ------------------------- | --------------------------------------------------------- |
| 2016 | с  | Дівчина за викликом   | The Girlfriend Experience | Крістіна Рід (13 серій)                                   |
| 2018 | с  | Рівердейл             | Riverdale                 | Лорі Лейк (Епізод: "Chapter Forty-Two: The Man in Black") |
| 2018 | тф | Патерно               | Paterno                   | Сара Ґанім                                                |
| 2021 | с  | Дзвінки               | Calls                     | Роуз (Епізод: "The Beginning")                            |
| 2022 | с  | Список терміналів     | The Terminal List         | Лорен Ріс (8 серій)                                       |
| 2023 | с  | Дейзі Джонс і The Six | Daisy Jones & The Six     | Дейзі Джонс (10 серій)                                    |
| 2024 | с  | Під мостом            | Under the Bridge          | Ребекка Годфрі (8 серій)                                  |